# Club Atlético River Plate 1962
Questa voce raccoglie le informazioni riguardanti il Club Atlético River Plate nelle competizioni ufficiali della stagione 1962.

## Stagione
Il River dell'ex giocatore Rossi disputa un campionato molto positivo: ha il miglior attacco del campionato con 61 reti e una delle migliori difese, ma alla penultima giornata, con la sconfitta per 1-0 nel Superclásico, perde la possibilità di superare i rivali del Boca Juniors e termina il torneo al secondo posto.

## Maglie e sponsor
| Casa | Trasferta |

## Rosa
| N. |                      | Ruolo | Calciatore           |
| -- | -------------------- | ----- | -------------------- |
|    | Argentina (bandiera) | P     | Amadeo Carrizo       |
|    | Argentina (bandiera) | P     | Rogelio Domínguez    |
|    | Argentina (bandiera) | P     | Carlos Medrano       |
|    | Argentina (bandiera) | D     | Juan Carlos Barberis |
|    | Argentina (bandiera) | D     | Roque Ditro          |
|    | Argentina (bandiera) | D     | Marcelo Etchegaray   |
|    | Argentina (bandiera) | D     | Eduardo Grispo       |
|    | Argentina (bandiera) | D     | Néstor Isella        |
|    | Argentina (bandiera) | D     | José Ramos Delgado   |
|    | Argentina (bandiera) | D     | Alberto Sainz        |
|    | Argentina (bandiera) | D     | José Varacka         |
|    | Argentina (bandiera) | C     | Vladislao Cap        |

| N. |                      | Ruolo | Calciatore                 |
| -- | -------------------- | ----- | -------------------------- |
|    | Argentina (bandiera) | C     | Jorge Domínguez            |
|    | Argentina (bandiera) | C     | Enrique Santiago Fernández |
|    | Argentina (bandiera) | C     | Ermindo Onega              |
|    | Argentina (bandiera) | C     | Martín Pando               |
|    | Argentina (bandiera) | C     | Hugo Zarich                |
|    | Argentina (bandiera) | A     | Luis Artime                |
|    | Brasile (bandiera)   | A     | Delém                      |
|    | Argentina (bandiera) | A     | Jorge Diz                  |
|    | Argentina (bandiera) | A     | Mario Griguol              |
|    | Argentina (bandiera) | A     | Marcelo Pagani             |
|    | Brasile (bandiera)   | A     | Roberto                    |

## Statistiche

### Statistiche di squadra
| Competizione | Punti | Totale | Totale | Totale | Totale | Totale | Totale | DR  |
| Competizione | Punti | G      | V      | N      | P      | Gf     | Gs     | DR  |
| ------------ | ----- | ------ | ------ | ------ | ------ | ------ | ------ | --- |
| PD           | 41    | 28     | 18     | 5      | 5      | 61     | 28     | +33 |
| Totale       | -     |        |        |        |        |        |        | -   |